# 肯亞女王
肯亞女王（英語：Queen of Kenya）曾是肯亞國家元首的頭銜。其僅為肯亞國家之象徵，無實權，其作為虛位元首的職務由肯亞總督代行。該職位由英國女王伊莉莎白二世於1963年至1964年擔任。

## 歷史沿革
1963年，英國國會通過《肯亞獨立法案》，同意讓肯亞脫離大英帝國而獨立，使肯亞為一個主權國家。愛丁堡公爵菲利普親王代表肯亞女王伊莉莎白二世出席肯亞的獨立慶典。同年12月13日，愛丁堡公爵菲利普親王代表女王在肯亞國會發表演說，宣布該國國會第一屆會議開幕。
女王對肯亞的憲法職責主要委託給肯亞總督，由女王根據肯亞總理的建議任命。肯亞所有法案都需要經過王室之同意。肯亞所有的行政權力屬於肯亞君主，主要由肯亞總督代表她行使。
肯亞於1964年通過新憲法，廢除女王和總督，成為以肯亞總統為國家元首的共和國。